# Vai lông vàng
Vai lông vàng (danh pháp khoa học: Daphniphyllum glaucescens) là một loài thực vật có hoa trong họ Daphniphyllaceae. Loài này được Blume miêu tả khoa học đầu tiên năm 1827.